# Герман Крібель
Герман Карл Теодор Крібель (нім. Hermann Karl Theodor Kriebel; 20 січня 1876, Гермерсгайм — 16 лютого 1941, Мюнхен) — німецький офіцер, політик і дипломат, обергрупенфюрер СА, групенфюрер НСКК і оберст вермахту.

## Біографія
Син генерал-майора Баварської армії Карла Крібеля (1834-1895). Молодші брати — генерал-майор Фрідріх фон Крібель (1879—1964) і генерал піхоти Карл Крібель (1888—1961).
З 1888 року навчався в Баварському кадетському корпусі. Після завершення вивчення історії в Мюнхенському університеті продовжив військову кар'єру в Баварській армії. В 1910-12 роках служив у Генеральному штабі в Берліні. Учасник Першої світової війни, штабний офіцер дивізії і корпусу, потім служив в штабі Еріха Людендорфа. Учасник Комп'єнського перемир'я. За словами журналу «Таймс», його прощальними словами у Версалі були «Побачимося знову через 20 років». З 1 жовтня 1919 року — начальник штабу Організації Ешеріха. Виступив з ультиматумом відставки уряду Гоффманна і призначення прем'єр-міністром Баварії Густава фон Кара в березні 1920 року.

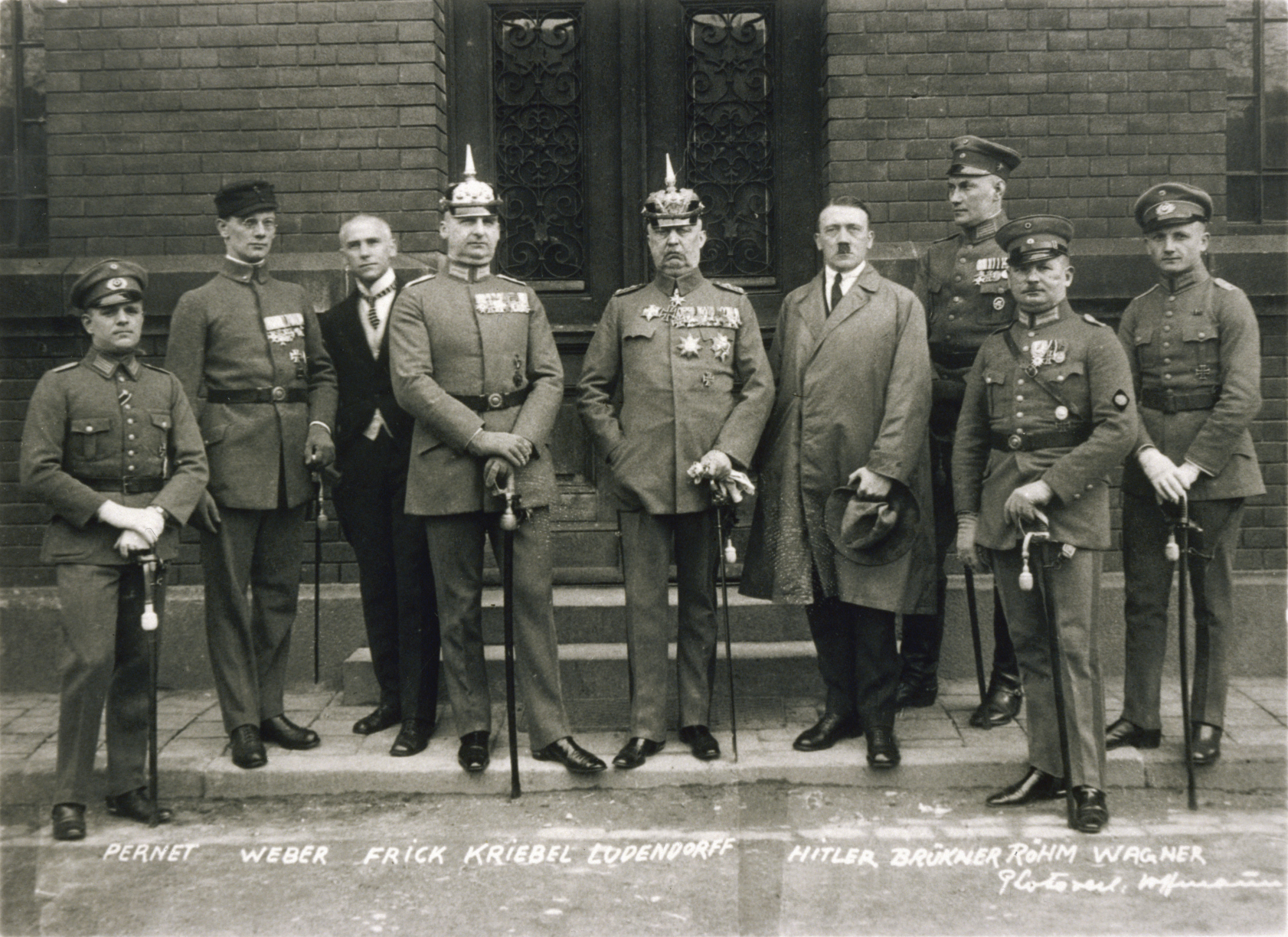
Крібель (четвертий ліворуч) разом з іншими підсудними процесу Гітлера-Людендорфа (1924).

Разом з Адольфом Гітлером і Еріхом Людендорфом був ключовою фігурою в Пивному путчі, прийнявши на себе військове керівництво «Німецьким бойовим союзом», в який увійшли СА, «Військове знамено рейху», «Союз Оберланд», загони Гергарда Россбаха і Роберта Вагнера. Був засуджений разом з Гітлером в 1924 році, відбував покарання у в'язниці Ландсберга. Після звільнення з в'язниці Крібель підтримував свої зв'язки з нацистською партією і Оберландською лігою, але не виграв від приходу Гітлера до влади. Редагував військовий додаток до Völkischer Beobachter, але потім вийшов у відставку в 1926 році і став працювати менеджером з нерухомості.
У 1929 році Крібель вирушив в Китай і служив там першим заступником оберста Макса Бауера, генерального радника гомінданівського уряду маршала Чан Кайші. Відповідав за все військові, економічні та політичні питання. Після раптової смерті Бауера від віспи в травні 1929 року Крібель став його наступником, однак був замінений в травні 1930 року, коли вступив в конфлікт з маршалом і китайськими офіційними особами. Крібель залишався вірним своїм монархічним поглядам і стояв далеко від нацистського руху, приєднався до НСДАП лише 1 січня 1930 роки (партійний квиток №344 967), але вважався «старим бійцем». З квітня 1934 року по 10 січня 1939 року — Генеральний консул в Шанхаї. З 20 квітня 1939 року і до кінця життя  начальник відділу персоналу Міністерства закордонних справ. На похороні Крібеля були присутні Адольф Гітлер, Герман Герінг, Йоахім фон Ріббентроп і Рудольф Гесс.
Син Райнер Крібель (1908—1989) також був офіцером, служив у військовій розвідці Райнгарда Гелена.

## Нагороди
- Китайська медаль (1901)
- Медаль принца-регента Луїтпольда (1905)
- Залізний хрест 2-го і 1-го класу
- Орден «За заслуги» (Баварія)
- Військовий Хрест Фрідріха-Августа (Ольденбург) 2-го і 1-го класу
- Почесний хрест ветерана війни з мечами
- Орден крові
- Почесний кут старих бійців
- Почесна пов'язка СА
- Почесний кинджал СА
- Золотий партійний знак НСДАП